# Racinolidia amazonensis
Racinolidia amazonensis är en insektsart som beskrevs av Nielson 1983. Racinolidia amazonensis ingår i släktet Racinolidia och familjen dvärgstritar. Inga underarter finns listade i Catalogue of Life.